# Pedro Frederico
Pedro (I) Frederico (m. 1355) foi o filho mais velho de Alfonso Frederico, vigário-geral do Ducado de Atenas e Ducado de Neopatras, e Maria de Verona. Como o papado apoiou as reivindicações de Gualtério VI de Brienne como duque de Atenas, Pedro (junto com seu pai e seu irmão Jaime) esteve entre os líderes catalães excomungados em 29 de dezembro de 1335 por Guilherme Frangipani, arcebispo latino de Patras. Alfonso morreu cerca de 1338, e Pedro sucedeu-o no Condado de Salona, as baronias de Lidorício, Veteranitsa, Egina e talvez Zetúnio.
Seus domínios foram confiscados pela Coroa de Aragão em algum momento entre 1350 e a morte de Pedro, que ocorreu antes de 1355. A razão do confisco é desconhecida, mas após a morte de Pedro seus feudos foram restaurados para seu irmão mais novo Jaime, como havia sido estipulado por Alfonso em seu testamento. Outro irmão, João, aparece como senhor de Egina (e a vizinha Salamina) em torno de 1350.